# نیروی بیش از حد
نیروی بیش از حد (به انگلیسی: Excessive Force) یک فیلم اکشن آمریکایی محصول سال ۱۹۹۳ به کارگردانی جان هس و توماس ایان گریفیت نویسندگی، تهیه‌کنندگی و بازیگری این فیلم را بر عهده داشت. این فیلم توسط نیو لاین سینما در تابستان ۱۹۹۳ اکران شد. علیرغم اینکه توسط منتقدان مورد توجه قرار گرفت و تبدیل به یک بمب گیشه شد، یک دنباله ویدئویی به نام نیروی بیش از حد ۲ (۱۹۹۵) منتشر شد که هیچ ارتباطی با این فیلم ندارد و از خط داستانی آن پیروی نمی‌کند.

## داستان
کارآگاه تری مک‌کین متهم به دزدی و قتل است و باید قبل از اینکه مافیای شیکاگو و همکاران مجری قانون او را دستگیر کنند، بی‌گناهی خود را با دستان خود ثابت کند.

## بازخوردها

### گیشه
این فیلم تنها ۱٫۱۵۲٫۱۱۷ دلار در باکس آفیس به دست آورد و به یک شکست تبدیل شد. این فیلم در ۱۴ مه ۱۹۹۳ در ۵۰۱ سالن سینما اکران شد و در آخر هفته افتتاحیه تنها ۳۰۸٫۴۹۹ دلار فروخت.

### واکنش انتقادی
نیروی بیش از حد توسط منتقدان مورد بررسی قرار گرفت. در راتن تومیتوز، این فیلم بر اساس بررسی‌های ۵ منتقد، ۲۰٪ تأیید شده‌است.